# Museu de la Resistència i la Deportació de l'Isère
El Museu de la Resistència i la Deportació de l'Isère és un museu de Grenoble (França) fundat el 1966 a iniciativa d'antics combatents i membres de l'escola pedagògica Freinet, amb la voluntat de transmetre els valors que es desprenen de la lluita per les llibertats. D'aquest impuls ciutadà es passa a un projecte nou l'any 1990, professionalitzat i conduït per especialistes, però del que també en formen part els antics combatents amb la mateixa voluntat de transmetre valors.

## Descripció
El museu promou la recerca i producció d'exposicions, publicacions, etcètera, al voltant de la història de la resistència i la deportació. El museu per si mateix presta molta atenció a les especificitats de la història de l'Isère durant la Segona Guerra Mundial. En el seu afany d'investigació, el museu ha recollit molts testimonis de la resistència.
L'exposició permanent consta de 9 espais (tot i que des del museu es parla d'exposicions de llarga durada i no permanents, ja que estan en contínua renovació), en els quals hom repassa des del període d'entreguerres fins a l'alliberament de l'Isère i el final de la Segona Guerra Mundial amb l'alliberament dels camps nazis, reflexionant sempre sobre la resistència i els valors que pot transmetre avui.
El museu realitza entre 1 i 2 exposicions temporals a l'any al voltant de 3 eixos: l'aprofundiment del coneixement de la Segona Guerra Mundial; l'exploració de les formes actuals de resistència; i les formes d'expressió artística a propòsit dels dos temes anteriors. Cal no oblidar la política de creació d'exposicions itinerants ni el seu centre de documentació. Des de l'any 2003, al costat del Museu de la Resistència i de la Deportació es basteix la Casa dels Drets de l'Home.

## Història
Grenoble, situada estratègicament al cor dels Alps, desenvolupa un paper important en la lluita contra l'ocupació nazi durant la Segona Guerra Mundial. França fou dividida arran de l'ocupació nazi: al nord s'establí el control directe dels nazis, el sud fou controlat pel govern col·laboracionista de Vichy i una part de l'est controlada pels italians aliats dels nazis.
Grenoble queda en un principi dins la part controlada pel govern de Vichy, i el 1942 passa a mans de control italià; arran de l'armistici signat pels italians amb els aliats (8 de setembre de 1943) els alemanys ocuparan Grenoble. Tot i que al llarg dels dos períodes anteriors en els quals Grenoble formava part de la zona lliure i de la zona italiana ja hi havia hagut actes de resistència, l'ocupació alemanya farà que s'intensifiquin aquestes accions.
Un mes després de l'ocupació alemanya es convoca una vaga que tindrà un alt seguiment i a la repressió alemanya la segueixen accions de guerrilla i atemptats per part de la resistència. Com en tota la història de França durant la Segona Guerra Mundial, la resistència creix en funció dels esdeveniments d'aquest conflicte. El desembarcament aliat de Normandia suposa l'increment d'accions de resistència. Finalment, Grenoble és alliberada el 22 d'agost de 1944. La resistència de Grenoble és una de les més importants a França i la seva història va lligada també a la de la resistència en el veí massís de Vercors.